# Mnesarchos von Athen
Mnesarchos von Athen (altgriechisch Μνήσαρχος Mnḗsarchos) war ein stoischer Philosoph im Zeitalter des Hellenismus. Er lebte im 2. und frühen 1. Jahrhundert v. Chr.
Mnesarch soll Schüler des Diogenes von Babylon und des Panaitios von Rhodos gewesen sein. Nach dessen Tod war er wohl gemeinsam mit dem Stoiker Dardanos Scholarch der Stoa. Als seine Schüler werden Philon von Larisa und Antiochos von Askalon genannt. Mnesarch führte offenbar die Linie des Panaitios im Wesentlichen fort.